# Alan Wilder

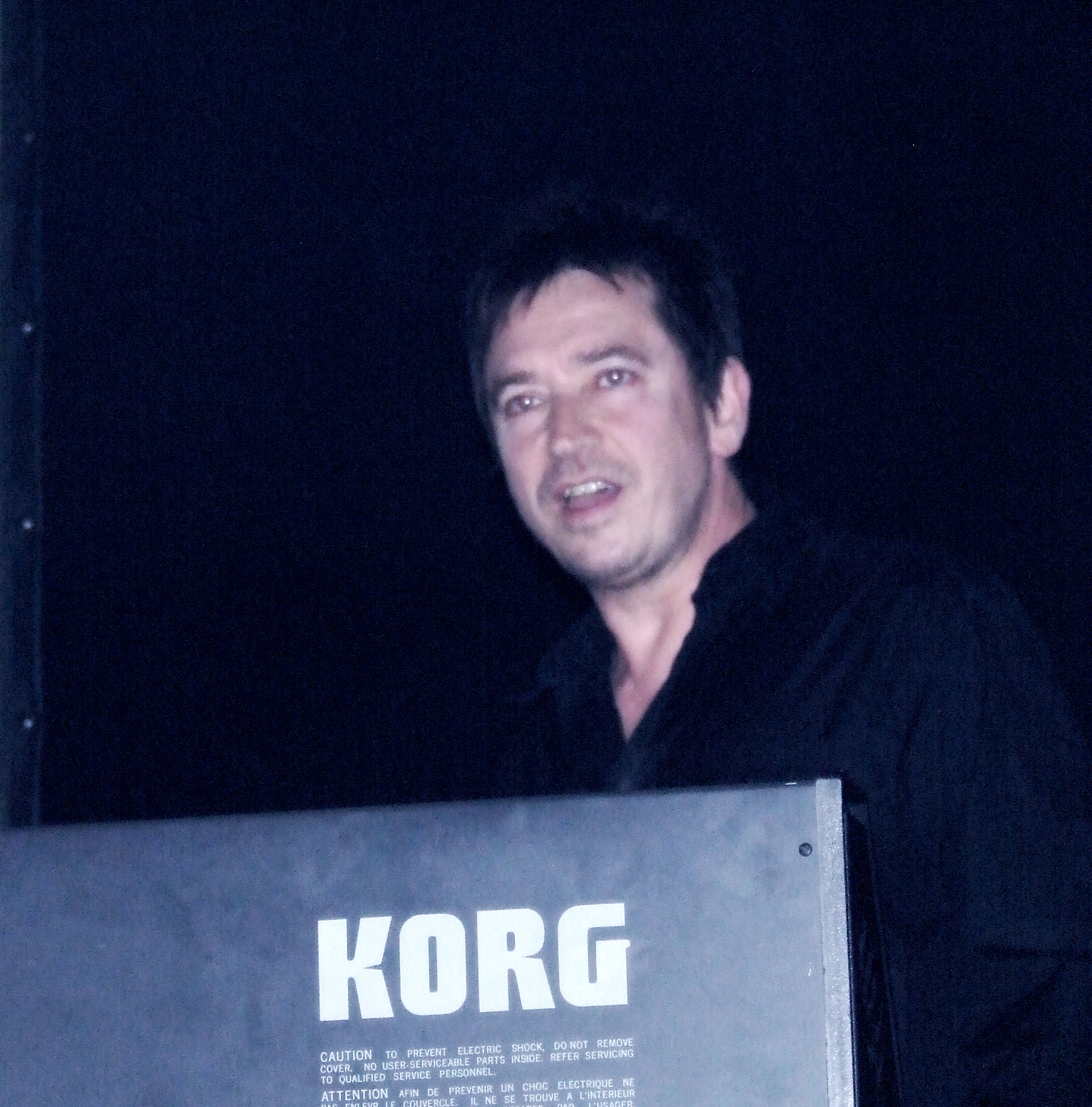
Alan Wilder, 2010

Alan Charles Wilder (* 1. Juni 1959 in London) ist ein englischer Musiker, Komponist, Arrangeur und Produzent. Bekannt wurde Wilder hauptsächlich als Mitglied der Band Depeche Mode, darüber hinaus ist er Kopf des Musikprojekts Recoil.

## Leben
Alan Wilder begann im Alter von acht Jahren eine Ausbildung am Klavier, später nahm er auch Flötenunterricht. Nach Abschluss der Schule arbeitete er als Assistent in den DJM Studios im Londoner West End und spielte in diversen Bands, darunter The Dragons und The Hitmen. Auch half er als Studiomusiker, z. B. für The Korgis.
Als Depeche Mode Anfang 1982 einen Ersatz-Keyboarder für den Ende 1981 ausgeschiedenen Vince Clarke suchten und eine anonyme Anzeige im Melody Maker schalteten, meldete sich Wilder. Zunächst wurde er als unterstützender Musiker für Auftritte engagiert, das Album A Broken Frame entstand noch ohne sein Zutun. Kurz darauf wurde er aber vollständig in die Band integriert. Sofort übernahm er den wesentlichen Part im Studio, führte innovative Produktionstechniken wie das Sampling ein und prägte jahrelang den typischen Depeche-Mode-Sound. Auf dem 1993 erschienenen Album Songs of Faith and Devotion spielte Wilder Schlagzeug. Am 1. Juni 1995 jedoch, Wilders 36. Geburtstag, gab er seinen Ausstieg aus der damals kurz vor der Auflösung stehenden Band bekannt. Als Grund nannte er die mangelnde Würdigung seiner Arbeit durch die anderen Bandmitglieder und die seines Erachtens ungerechte Aufgabenteilung innerhalb der Gruppe. Fortan konzentrierte er sich auf sein bereits Mitte der Achtziger begonnenes Projekt Recoil.
Nach einigen Jahren kam es wieder zu einer Annäherung zwischen Wilder und seinen einstigen Bandkollegen. Am 17. Februar 2010 trat er anlässlich des „Teenage Cancer Trust“ Projekts in der Royal Albert Hall nach 15 Jahren Trennung zusammen mit Depeche Mode für den Song Somebody auf. 2011 veröffentlichte er den Remix In Chains von Depeche Mode neu auf ihrem Remix-Album Remixes 2: 81–11.
Neben Depeche Mode und Recoil wirkte Wilder auch als Produzent und Remixer, beispielsweise für die Band Nitzer Ebb, deren Album Ebbhead er koproduzierte.
Alan Wilder ist seit 1994 mit der Musikerin Hepzibah Sessa verheiratet, die seither regelmäßig bei Recoil mitwirkte. Sie haben zwei Kinder. Auf der offiziellen Recoil-Homepage beantwortet Wilder offen zahlreiche Fragen seiner Fans, egal ob zu Depeche Mode, Recoil, technischen oder privaten Dingen.
Seit 2020 ist Alan Wilder durch seine ehemalige Band Depeche Mode auch Mitglied in der Rock’n Roll Hall of Fame.
Privat ist er Fan des englischen Fußball Clubs Queens Park Rangers.